# Tekstura krystaliczna
Tekstura krystaliczna – rozkład orientacji krystalograficznej ziaren w materiale polikrystalicznym.
W materiałach polikrystalicznych tekstura jest przypadkowa, a w efekcie ich właściwości uśredniają się i materiał taki jest anizotropowy. Teksturę można kształtować poprzez procesy obróbki cieplno-mechanicznej materiału (np. walcowanie).

## Podział tekstury
Wyróżnia się dwie charakterystyczne orientacje:
- tekstura deformacyjna
- tekstura wyżarzenia (rekrystalizacji)[3]

### Tekstura deformacyjna (odkształcenia)
W walcowanych na zimno materiałach większość ziarn jest tak zorientowana, że pewna płaszczyzna(hkl) jest praktycznie równoległa do powierzchni materiału, a pewien kierunek [uvw] leżący w tej płaszczyźnie jest równoległy do kierunku, w którym walcowany był materiał. Spowodowane jest to tendencją ziarna do obrotu podczas odkształcenia plastycznego.

### Tekstura wyżarzenia
Obrobiony na zimno materiał wykazujący teksturę deformacyjną rekrystalizowany jest poprzez wygrzewanie. Nowa struktura materiału ma zwykle wyróżnioną orientację, często inną od orientacji uzyskanej w wyniku obróbki plastycznej na zimno. Rozróżnia się dwa rodzaje takiej tekstury ze względu na przeprowadzony proces rekrystalizacji:
- pierwotną
- wtórną[3]

## Znaczenie tekstury krystalograficznej
Tekstura ma duże znaczenie dla przemysłu, gdyż wyróżniona orientacja w bardzo znaczący sposób wpływa na makroskopowe własności materiałów. Dla blach do głębokiego tłoczenia metal powinien płynąć plastycznie równo we wszystkich kierunkach. Jeżeli taka blacha będzie wykazywać w wysokim stopniu wyróżnioną orientację, to w pewnych kierunkach różnice w granicy plastyczności danego materiału będą niekorzystnie duże.
Niekiedy od materiałów wymaga się silnie kierunkowych własności. W blachach transformatorowych zachodzi powtarzający się cykl magnesowania i rozmagnesowywania, co wymaga wysokiej przenikliwości w kierunku przyłożonego pola. Monokryształ żelaza łatwiej magnesuje się w kierunku krystalograficznym [100], niż w innych. Proces walcowania i wyżarzania prowadzony jest tak, aby otrzymać wysoki stopień wyróżnionej orientacji w kierunku [100]. Kierunek łatwego magnesowania jest jednocześnie kierunkiem walcowania.